# Alberto Orlández Gamboa
Alberto Orlández Gamboa, alias "El Caracol" (Ibagué, Tolima, 1959) es un exnarcotraficante colombiano, exmiembro del Cartel de Cali y exjefe del Cartel de la Costa, este último basado en Barranquilla, en la Región Caribe colombiana.
Previo a su captura y extradición, Orlández Gamboa llegó a ser considerado por las autoridades estadounidenses como el mayor exportador individual de drogas ilegales en el mundo.

## Inicios
En la década de 1980, junto con sus socios alias El Gavilán y Wildron Gabriel Daza Mejía, alias "Gabi" Daza, Orlández Gamboa se adentró en el mundo del narcotráfico bajo la tutela inicial del jefe del entonces jefe del cartel de la Costa, José Abello Silva, alias "Mono" Abello.

## Arresto en Operación 'Alcatraz'
El 27 de enero de 1993, las autoridades colombianos llevaron a cabo la 'Operación Alcatraz' en Barranquilla. Orlández Gamboa fue capturado junto a otros 22 individuos sospechosos de pertenecer al cartel de la Costa. Alias "El Caracol" fue enviado a la cárcel La Modelo de Bogotá bajo cargos de homicidio y narcotráfico. La Fiscalía General de la Nación le dictó medida de aseguramiento como detención preventiva el 26 de febrero de 1994 por "narcotráfico, porte ilegal de armas y conformación de grupos de sicarios.", y luego el 24 de agosto del mismo año, detención por "homicidio".
El 27 de octubre de 1994, Orlández Gamboa fue dejado en libertad por la justicia colombiana por falta de pruebas y preclusión.
Sin embargo, Gamboa siguió vinculado por las autoridades colombianas a varias investigaciones, entre las que estaba el asesinato de sus exsocios, los hermanos Jairo Durán Fernández, alias "El Mico" y el exrepresentante a la Cámara por el Magdalena, Alex Durán Fernández. "El Mico" Durán, estuvo casado con la ex-Señorita Colombia, Maribel Gutiérrez Tinoco.

## Captura y extradición a Estados Unidos
Alias "El Caracol" fue capturado en Barranquilla el 6 de junio de 1998 durante la 'Operación Marejada'. La captura fue exaltada por el entonces presidente de Colombia, Ernesto Samper y el entonces director de la Policía Nacional de Colombia, general Rosso José Serrano.
Luego, el Gobierno del entonces presidente colombiano Andrés Pastrana firmó su orden de extradición. Orlández Gamboa fue extraditado en el 2000 desde Colombia a los Estados Unidos y luego condenado en 2003 a 40 años de prisión por una corte federal en Nueva York bajo cargos de narcotráfico y lavado de activos.
Ya extraditado sus procesos judiciales continuaron y el 17 de octubre de 2001, la justicia colombiana condenó a Orlández Gamboa a 19 años de prisión por conformación de grupos paramilitares.